# Dieter Glemser
Dieter Glemser, né le 28 juin 1938 à Stuttgart, est un pilote automobile allemand de rallyes et de courses de voitures de tourisme sur circuits.

## Biographie
Dieter Glemser commence sa carrière en 1961 sur une Porsche 356, au Norisring. Pilote d'usine pour Porsche en 1966, il concourt cette année sur le modèle 906. En 1974, il remporte un titre en DRM, mais, en novembre de la même année est victime d'un grave accident à la Guia Race of Macao (à cause d'un défaut de pneumatique) où plusieurs spectateurs sont blessés. Il se retire de la compétition automobile à la fin de l'année et retourne travailler à plein temps au sein de la jardinerie familiale où il officiait en parallèle de ses activités sportives.

## Palmarès

### Titres

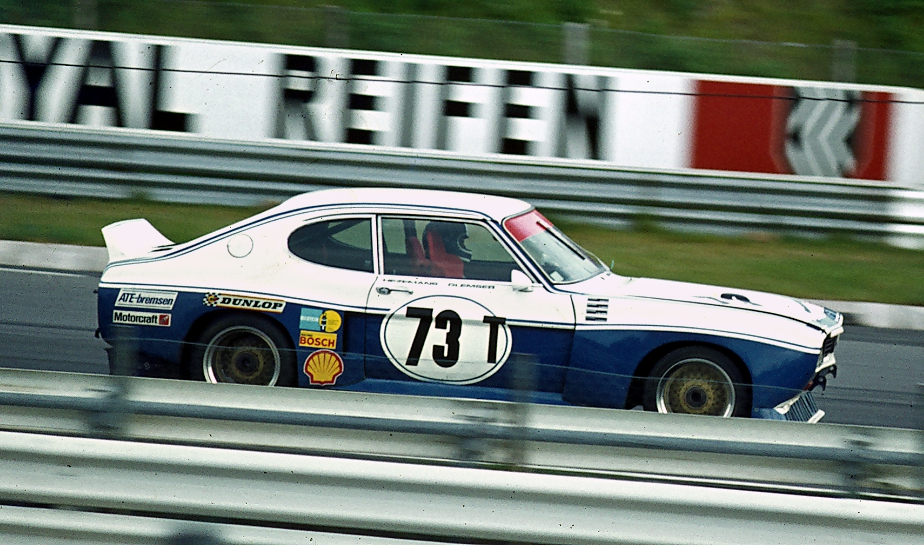
Dieter Glemser sur Ford Capri aux 1000 kilomètres du Nürburgring 1974.

- Championnat d'Europe FIA des voitures de tourisme en 1971 sur Ford Capri RS 2600.
- Deutsche Rennsport Meisterschaft en 1973 et 1974, sur Ford Escort (pour le Castrol-RTL-Zakspeed Racing).
- Deutsche Rundstrecken-Meisterschaft en 1969, sur Ford Escort TwinCam. 
  - Vice-champion d'Europe FIA des voitures de tourisme en 1972.

### Victoires et résultats notables
Rallyes:
- Rallye de Pologne en 1963 (sur Mercedes-Benz 220SE).
- Liège-Rome-Liège en 1968 (sur Porsche 911).

Tourisme:

- 6 Heures du Nürburgring en 1964 (avec Eugen Böhringer sur Mercedes-Benz 300SE).
- Guia Race of Macau (en) en 1970 sur Ford Capri RS.
- Grand Prix du Nürburgring en 1971.
- 24 Heures de Spa en 1971 (3e en 1972).
- 12 Heures du Paul Ricard en 1971.
- RAC Tourist Trophy en 1972.
- Trophée du Norisring en 1974.

Au cours de sa carrière, Dieter Glemser termine également : 2e du Rallye d'Allemagne en 1963 sur Mercedes, 2e des 6 Heures du Nürburgring en 1963 et 1966, 3e du Rallye Lyon-Charbonnières - Stuttgart-Solitude en 1971, 5e du rallye de l'Acropole en 1965, et 11e des 24 Heures du Mans 1972 sur Ford Capri RS 2600. Au début des années 1970 il fut notablement associé à l'Espagnol Alex Soler-Roig en endurance.